# Князівство Пархім-Ріхенберг
Князівство (або володарство) Пархім-Ріхенберг (нім. (Fürstentum) Herrschaft Parchim-Richenberg) — короткочасна держава Священної Римської імперії, яка існувала протягом XIII століття. Він виник в результаті першого поділу Мекленбурга після смерті Генріха Борвіна II, князя Мекленбурга в 1226 році. Спочатку він був названий на честь своєї столиці Пархім. Пізніше, після передачі резиденції до Ріхенберга, назва змінилася на Ріхенберг. Князівство охоплювало землі Пархім (включаючи Бренц і Розенгартен), сільську місцевість Туре та пізніший Фогтейс Плау, Гольдберг, Штернберг і, нарешті, Ріхенберг (на Варнові біля Ланген Брюца). Воно було найкороткотривалішим із чотирьох розділених князівств Мекленбурга.

## Прибислав І
Першим князем Пархім-Ріхенберга був Прибислав I з дому Мекленбургів (ободритів), молодший син Генріха Борвіна II. Він виріс при дворі свого брата Йоганна I, князя Мекленбурга. Оскільки Прибислав був ще надто молодим, до 1238 року Йоганн керував князівством за свого брата. Незабаром після того, як він обійняв повну посаду, спалахнули прикордонні конфлікти з графами Шверіна, і йому довелося поступитися Бренцом і Нойштадт-Глеве. Після цієї ворожнечі йому вдалося економічно стабілізувати територію, заснувавши міста Голдберг і Штернберг, а також оселивши євреїв у Пархімі. Він нагородив Parchimsche Stadtrecht (пархімські привілеї міста) Любц, Гольдберг і Штернберг. У 1249 році на західному березі Ельди було засновано місто Пархім. У 1248 році Прибислав переніс свою резиденцію з Пархіма в новозбудований замок Ріхенберг на Варнові біля села Кріцов. Згодом князівство було також відоме як Пархім-Ріхенберг. Причини переїзду невідомі.
Після суперечок з Рудольфом, єпископа Шверіна Прибислава схопили і відвезли до нього. У 1255 році Прибислава усунули від влади, а князівство поділили між його братами та його зятем, графом Шверинським. Прибислав відправився у вигнання до Померанії та отримав як компенсацію князівство Бялогард у Дальній Померанії.